# Gesichter des Todes
Gesichter des Todes ist ein 1978 erschienener US-amerikanischer Mondo-Film von Conan LeCilaire, der das Thema Tod und Sterben behandelt.
Der Film mischt dokumentarisches Material echter Todes- und Tierschlachtungsszenen mit gestellten Sequenzen. Der genaue Anteil authentischen Materials ist jedoch nicht bekannt, da innerhalb des Films auch bei den gestellten Szenen der Eindruck erweckt wird, es handele sich um Dokumentaraufnahmen.

## Inhalt
Die Rahmenhandlung besteht aus einer Präsentation des fiktiven Pathologen Dr. Francis B. Gröss, der dem Zuschauer Videomaterial zum Thema Tod präsentiert, das er über die vergangenen zwanzig Jahre gesammelt hat, um die verschiedenen „Gesichter des Todes“ zu dokumentieren. Neben Tier-Schlachtungen werden Kriegsaufnahmen, Hinrichtungen und Morde behandelt. Der Film endet mit einer Geburtsszene und idyllischen Naturaufnahmen. Die gezeigten Szenen werden von Dr. Gröss erläutert. Da sich jedoch im ganzen Film Fakt und Fiktion vermischen, ist nicht klar erkennbar, wie viele dieser Erläuterungen auf Tatsachen beruhen und wie viel frei erfunden ist. Alle Szenen werden mit jeweils passenden Stücken sowohl klassischer als auch populärer Musik untermalt.

## Entstehung
Angaben von Regisseur Conan LeCilaire zufolge betrug das Filmbudget lediglich 450.000 US-Dollar, während der Film weltweit einen Umsatz von etwa 35 Millionen US-Dollar an den Kinokassen machte. Laut Allan A. Apone, der für Make-up und Spezialeffekte zuständig war, sind etwa 40 Prozent der Szenen gestellt. Im Abspann findet sich dazu folgender Hinweis:

“Exiguous scenes within this motion picture have been reconstructed to document and further clarify their factual origin.”

„Einige Szenen dieses Films wurden nachgestellt, um so ihren faktischen Ursprung zu dokumentieren und zu verdeutlichen.“

Kurz vor der Veröffentlichung des Films im November 1978 wurden noch Szenen aus dem unzensierten Footage eingefügt, das ein TV-Team an der Absturzstelle von Pacific-Southwest-Airlines-Flug 182 in San Diego gedreht hatte, als die Überreste der Opfer geborgen wurden.
Der Soundtrack umfasst vier von Gene Kauer für den Film komponierte Stücke:
1. Faces of Death Theme – Gene Kauer
2. Burning Soul – Gene Kauer
3. Jesus Doesn’t Live Here Anymore – Robert C. Wayne
4. Life – Bruce Scott

## Veröffentlichung und Kritik
Der Film wurde wegen seiner wirklichkeitsgetreuen Darstellung von Gewalt in einigen Ländern wie Neuseeland, Australien, Norwegen und Finnland zumindest zeitweise verboten. Aus diesem Grund wird der Film häufig mit dem Spruch „verboten in 46 Ländern“ beworben. Die deutsche Kino- und Videofassung war gekürzt. Diese Kürzungen wurden allerdings lediglich aus Straffungsgründen vorgenommen. Die kritischen Sequenzen sind alle unzensiert enthalten. Auf DVD erschien bei der Firma Retrofilm mittlerweile eine komplett ungekürzte deutsche Version, die allerdings von der Bundesprüfstelle für jugendgefährdende Medien indiziert wurde. Im Februar 2022 wurde bekanntgegeben, dass die Indizierung der ungeschnittenen Fassung von der BzKJ aufgehoben wurde.
2008 wurde Gesichter des Todes vom Label Gorgon Video für eine US-amerikanische HD-Veröffentlichung mit 5.1-Surround-Sound auf Blu-ray und DVD komplett restauriert.
Auch polarisierte Gesichter des Todes die Kritiker. So erfasst der US-amerikanische Aggregator Rotten Tomatoes 25 % wohlwollende Pressestimmen.

„Kunterbunte Aneinanderreihung von widerwärtigen Bildern, die das Thema Tod in allen Varianten voyeuristisch ausschlachten. Die vorgeblichen Dokumentaraufnahmen sind fast durchweg gefälscht bzw. für die Kamera arrangiert. Ein verlogen-dümmlicher Kommentar steigert noch das Ekelgefühl, das dieses Machwerk hervorruft.“

## Nachwirkung und Fortsetzung
Gesichter des Todes gilt als kontroverser Film und genießt aufgrund dessen Kultstatus. Im Nachhinein entstanden zahlreiche Nachahmungen, zum Beispiel Faces of Gore, der die gezeigten Szenen mit zynischen Kommentaren unterlegt. Ab 1993 erschien eine mehrteilige Dokumentarfilmreihe namens Traces of Death (deutsch: Spuren des Todes) mit ähnlichen Inhalten wie bei Faces of Death, musikalisch untermalt mit einem Death-Metal-Soundtrack.
In den Folgejahren sind Fortsetzungen erschienen:
- 1981: Gesichter des Todes II
- 1985: Gesichter des Todes III
- 1990: Gesichter des Todes IV

Die in den Folgejahren erschienenen Teile V und VI sind Zusammenstellungen von Stücken der ersten vier Teile.
- 1992 Gesichter des Todes VII (dieser Teil beinhaltet großenteils auf unnatürliche Weise verstorbene Prominente, z. B. ein Foto der toten Marilyn Monroe oder James Deans Porsche 550 Spyder nach dem tödlichen Unfall)

Der 1996 produzierte US-amerikanische Dokumentarfilm America the Violent wurde in Deutschland unter dem Titel Faces of Death 2000 veröffentlicht, obwohl er offiziell nicht Teil der Reihe ist.